# Карраско, Ана
Ана Карраско Габаррон (исп. Ana Carrasco Gabarrón; род. 10 марта 1997, Сеехин, Мурсия, Испания) — испанская мотогонщица. С 2013 по 2015 годы, а также в 2022 и 2023 годах выступала в мировом чемпионате Мото Гран-при в классе Moto3. С 2017 по 2021 годы участница чемпионата мира по суперспорту 300. В 2024 году выступала в новом женском чемпионате миро по кольцевым мотогонкам, где стала первой чемпионкой. В сезоне 2025 года участнице чемпионата мира по суперспорту.
Дважды чемпионка мира по шоссейно-кольцевым мотогонкам, в 2018 в чемпионате WorldSSP300 и в 2024 в чемпионате WorldWCR.

## Карьера
Её отец был механиком в мотогоночной команде и часто брал дочь на работу. В трёхлетнем возрасте Карраско села на детский велосипед с моторчиком. В 14 лет выиграла свою первую гонку в чемпионате Испании в классе 125 см³. На чемпионате мира Supersport 300 2017 года Карраско выиграла гонку на трассе Алгарве 17 сентября 2017 года, став первой женщиной, занявшей первое место в гонке чемпионата мира. Она выиграла чемпионат мира Supersport 300 2018 года на мотоцикле Kawasaki Ninja 400, став первой женщиной, выигравшей титул чемпиона мира по мотогонкам.

## Статистика выступлений

### Мото Гран-при
| Легенда к таблице |                                                   |
| --- | ------------------------------------------------- |
| В таблице перечислены результаты всех гонок, в которых принимала участие гонщица. Строками таблицы являются сезоны, столбцами этапы соревнований. В клетках указаны сокращённое название этапа и результат, клетка дополнительно обозначена цветом. Расшифровка обозначений и цветов представлена в нижеследующей таблице. |                                                   |
| \| Пример \| Описание \| \| ------------ \| ------------------------------------------------- \| \| 1 \| Победительница \| \| 2 \| Второе место \| \| 3 \| Третье место \| \| \| Финишировала в очковой зоне \| \| \| Финишировала вне очковой зоны \| \| НКЛ \| Не классифицирована \| \| Сход \| Не финишировала \| \| НКВ \| Не прошла квалификацию \| \| НПКВ \| Не прошла предварительную квалификацию \| \| ДСК \| Дисквалифицирована \| \| ИСК \| Исключена из протокола соревнований \| \| НС \| Не стартовала в гонке \| \| Т \| Травмирована или больна \| \| ОТК \| Отказ от участия \| \| НТР \| Прибыла на соревнования, но на трассу не выезжала \| \| НПР \| Не прибыла к началу соревнований \| \| НД \| Недопущена до старта \| \| О \| Гонка отменена \| \| \| Не участвовала \| \| Поул-позиция \| \| \| Быстрый круг \| \| |                                                   |
| Пример | Описание                                          |
| 1 | Победительница                                    |
| 2 | Второе место                                      |
| 3 | Третье место                                      |
| | Финишировала в очковой зоне                       |
| | Финишировала вне очковой зоны                     |
| НКЛ | Не классифицирована                               |
| Сход | Не финишировала                                   |
| НКВ | Не прошла квалификацию                            |
| НПКВ | Не прошла предварительную квалификацию            |
| ДСК | Дисквалифицирована                                |
| ИСК | Исключена из протокола соревнований               |
| НС | Не стартовала в гонке                             |
| Т | Травмирована или больна                           |
| ОТК | Отказ от участия                                  |
| НТР | Прибыла на соревнования, но на трассу не выезжала |
| НПР | Не прибыла к началу соревнований                  |
| НД | Недопущена до старта                              |
| О | Гонка отменена                                    |
| | Не участвовала                                    |
| Поул-позиция |                                                   |
| Быстрый круг |                                                   |

#### Сводная таблица
| Сезон | Класс | Мотоцикл        | Команда         | Гонок | Победы | Подиумы | Поул | БК | Очки | Место |
| ----- | ----- | --------------- | --------------- | ----- | ------ | ------- | ---- | -- | ---- | ----- |
| 2013  | Moto3 | KTM RC250GP     | Calvo           | 17    | 0      | 0       | 0    | 0  | 9    | 21    |
| 2014  | Moto3 | Kalex KTM Moto3 | RW Racing GP    | 14    | 0      | 0       | 0    | 0  | 0    | НКЛ   |
| 2015  | Moto3 | KTM RC250GP     | RBA Racing      | 15    | 0      | 0       | 0    | 0  | 0    | НКЛ   |
| 2022  | Moto3 | KTM RC250GP     | Boé Motorsports | 20    | 0      | 0       | 0    | 0  | 0    | 32    |
| 2023  | Moto3 | KTM RC250GP     | Boé Motorsports | 15    | 0      | 0       | 0    | 0  | 0    | 35    |
| Всего | Всего | Всего           | Всего           | 81    | 0      | 0       | 0    | 0  | 9    |       |

#### По сезонам
| Сезон | Класс | Команда         | Мотоцикл        | 1      | 2      | 3        | 4      | 5      | 6      | 7      | 8      | 9        | 10     | 11       | 12       | 13     | 14     | 15       | 16     | 17     | 18     | 19     | 20     | Место | Очки |
| ----- | ----- | --------------- | --------------- | ------ | ------ | -------- | ------ | ------ | ------ | ------ | ------ | -------- | ------ | -------- | -------- | ------ | ------ | -------- | ------ | ------ | ------ | ------ | ------ | ----- | ---- |
| 2013  | Moto3 | Calvo           | KTM RC250GP     | КАТ 20 | АМЕ 20 | ИСП Сход | ФРА 19 | ИТА 26 | КАТ 22 | НИД 29 | ГЕР 24 | ИНП 17   | ЧЕХ 23 | ВЕЛ 22   | САН 19   | АРА 20 | МАЛ 15 | АВС 19   | ЯПО 18 | ВАЛ 8  |        |        |        | 21    | 9    |
| 2014  | Moto3 | RW Racing GP    | Kalex KTM Moto3 | КАТ 24 | АМЕ 21 | АРГ 23   | ИСП 23 | ФРА 22 | ИТА 20 | КАТ 30 | НИД 24 | ГЕР 20   | ИНП 26 | ЧЕХ Сход | ВЕЛ 29   | САН 24 | АРА 22 | ЯПО НУ   | АВС НУ | МАЛ НУ | ВАЛ НУ |        |        | НКЛ   | 0    |
| 2015  | Moto3 | RBA Racing      | KTM RC250GP     | КАТ НУ | АМЕ 22 | АРГ 26   | ИСП 27 | ФРА 18 | ИТА 25 | КАТ 23 | НИД 23 | ГЕР Сход | ИНП НУ | ЧЕХ НУ   | ВЕЛ Сход | САН 25 | АРА 27 | ЯПО 29   | АВС 18 | МАЛ 23 | ВАЛ 24 |        |        | НКЛ   | 0    |
| 2022  | Moto3 | Boé Motorsports | KTM RC250GP     | КАТ 20 | ИНД 19 | АРГ Сход | АМЕ 23 | ПОР 28 | ИСП 23 | ФРА 27 | ИТА 22 | КАТ 22   | ГЕР 22 | НИД 22   | ВЕЛ 23   | АВТ 28 | САН 22 | АРА 25   | ЯПО 19 | ТАИ 22 | АВС 23 | МАЛ 22 | ВАЛ 28 | 32    | 0    |
| 2023  | Moto3 | Boé Motorsports | KTM RC250GP     | ПОР 23 | АРГ 21 | АМЕ 21   | ИСП 22 | ФРА 20 | ИТА 22 | ГЕР 27 | НИД 24 | ВЕЛ 23   | АВТ 25 | КАТ 25   | САН 27   | ИНД 19 | ЯПО 22 | ИДН Сход | АВС НУ | ТАИ НУ | МАЛ НУ | КАТ НУ | ВАЛ НУ | 35    | 0    |

### Мировой суперспорт
| Легенда к таблице |                                                   |
| --- | ------------------------------------------------- |
| В таблице перечислены результаты всех гонок, в которых принимала участие гонщица. Строками таблицы являются сезоны, столбцами этапы соревнований. В клетках указаны сокращённое название этапа и результат, клетка дополнительно обозначена цветом. Расшифровка обозначений и цветов представлена в нижеследующей таблице. |                                                   |
| \| Пример \| Описание \| \| ------------ \| ------------------------------------------------- \| \| 1 \| Победительница \| \| 2 \| Второе место \| \| 3 \| Третье место \| \| \| Финишировала в очковой зоне \| \| \| Финишировала вне очковой зоны \| \| НКЛ \| Не классифицирована \| \| Сход \| Не финишировала \| \| НКВ \| Не прошла квалификацию \| \| НПКВ \| Не прошла предварительную квалификацию \| \| ДСК \| Дисквалифицирована \| \| ИСК \| Исключена из протокола соревнований \| \| НС \| Не стартовала в гонке \| \| Т \| Травмирована или больна \| \| ОТК \| Отказ от участия \| \| НТР \| Прибыла на соревнования, но на трассу не выезжала \| \| НПР \| Не прибыла к началу соревнований \| \| НД \| Недопущена до старта \| \| О \| Гонка отменена \| \| \| Не участвовала \| \| Поул-позиция \| \| \| Быстрый круг \| \| |                                                   |
| Пример | Описание                                          |
| 1 | Победительница                                    |
| 2 | Второе место                                      |
| 3 | Третье место                                      |
| | Финишировала в очковой зоне                       |
| | Финишировала вне очковой зоны                     |
| НКЛ | Не классифицирована                               |
| Сход | Не финишировала                                   |
| НКВ | Не прошла квалификацию                            |
| НПКВ | Не прошла предварительную квалификацию            |
| ДСК | Дисквалифицирована                                |
| ИСК | Исключена из протокола соревнований               |
| НС | Не стартовала в гонке                             |
| Т | Травмирована или больна                           |
| ОТК | Отказ от участия                                  |
| НТР | Прибыла на соревнования, но на трассу не выезжала |
| НПР | Не прибыла к началу соревнований                  |
| НД | Недопущена до старта                              |
| О | Гонка отменена                                    |
| | Не участвовала                                    |
| Поул-позиция |                                                   |
| Быстрый круг |                                                   |

#### Сводная таблица
| Сезон | Класс   | Мотоцикл           | Команда                       | Гонок | Победы | Подиумы | Поул | БК | Очки | Место |
| ----- | ------- | ------------------ | ----------------------------- | ----- | ------ | ------- | ---- | -- | ---- | ----- |
| 2017  | WSSP300 | Kawasaki Ninja 300 | ETG Racing                    | 9     | 1      | 1       | 0    | 0  | 59   | 8     |
| 2018  | WSSP300 | Kawasaki Ninja 400 | DS Junior                     | 8     | 2      | 2       | 2    | 4  | 93   | 1     |
| 2019  | WSSP300 | Kawasaki Ninja 400 | Kawasaki Provec WorldSSP300   | 9     | 2      | 5       | 1    | 2  | 117  | 3     |
| 2020  | WSSP300 | Kawasaki Ninja 400 | Kawasaki Provec WorldSSP300   | 8     | 1      | 3       | 0    | 4  | 99   | 8     |
| 2021  | WSSP300 | Kawasaki Ninja 400 | Kawasaki Provec WorldSSP300   | 16    | 1      | 1       | 0    | 2  | 52   | 16    |
| 2025  | WSSP    | Honda CBR600RR     | Honda Racing World Supersport |       |        |         |      |    | ●    | ●     |
| Всего | Всего   | Всего              | Всего                         | 50    | 7      | 12      | 3    | 12 | 420  |       |

● Сезон продолжается.

### Женский чемпионат мира
| Легенда к таблице |                                                   |
| --- | ------------------------------------------------- |
| В таблице перечислены результаты всех этапов женского чемпионата мира, в которых принимала участие гонщица. Строками таблицы являются сезоны, столбцами все гонки этапов чемпионата мира. В клетках указаны номер гонке в этапе и результат, клетка дополнительно обозначена цветом. Расшифровка обозначений и цветов представлена в нижеследующей таблице. |                                                   |
| \| Пример \| Описание \| \| ------------ \| ------------------------------------------------- \| \| 1 \| Победительница \| \| 2 \| Второе место \| \| 3 \| Третье место \| \| \| Финишировала в очковой зоне \| \| \| Финишировала вне очковой зоны \| \| НКЛ \| Не классифицирована \| \| Сход \| Не финишировала \| \| НКВ \| Не прошла квалификацию \| \| НПКВ \| Не прошла предварительную квалификацию \| \| ДСК \| Дисквалифицирована \| \| ИСК \| Исключена из протокола соревнований \| \| НС \| Не стартовала в гонке \| \| Т \| Травмирована или больна \| \| ОТК \| Отказ от участия \| \| НТР \| Прибыла на соревнования, но на трассу не выезжала \| \| НПР \| Не прибыла к началу соревнований \| \| НД \| Недопущена до старта \| \| О \| Гонка отменена \| \| \| Не участвовала \| \| Поул-позиция \| \| \| Быстрый круг \| \| |                                                   |
| Пример | Описание                                          |
| 1 | Победительница                                    |
| 2 | Второе место                                      |
| 3 | Третье место                                      |
| | Финишировала в очковой зоне                       |
| | Финишировала вне очковой зоны                     |
| НКЛ | Не классифицирована                               |
| Сход | Не финишировала                                   |
| НКВ | Не прошла квалификацию                            |
| НПКВ | Не прошла предварительную квалификацию            |
| ДСК | Дисквалифицирована                                |
| ИСК | Исключена из протокола соревнований               |
| НС | Не стартовала в гонке                             |
| Т | Травмирована или больна                           |
| ОТК | Отказ от участия                                  |
| НТР | Прибыла на соревнования, но на трассу не выезжала |
| НПР | Не прибыла к началу соревнований                  |
| НД | Недопущена до старта                              |
| О | Гонка отменена                                    |
| | Не участвовала                                    |
| Поул-позиция |                                                   |
| Быстрый круг |                                                   |

#### Сводная таблица
| Сезон | Мотоцикл      | Команда                 | Гонок | Победы | Подиумы | Поул | БК | Очки | Место |
| ----- | ------------- | ----------------------- | ----- | ------ | ------- | ---- | -- | ---- | ----- |
| 2024  | Yamaha YZF-R7 | Evan Bros Racing Yamaha | 12    | 4      | 12      | 3    | 4  | 244  | 1     |
| Всего | Всего         | Всего                   | 12    | 4      | 12      | 3    | 4  | 244  |       |

#### По сезонам
| Г1 2 | Г2 3 | Г1 1 | Г2 2 | Г1 3 | Г2 1 | Г1 3 | Г2 1 | Г1 1 | Г2 2 | Г1 2 | Г2 3 |

### Комментарии
1. 1 2  По ходу сезона команда сменила название. По мимо Boé Motorsports команда именовалась Boé SKX